# Mouette blanche
Pagophila eburnea
Genre
Espèce
Statut de conservation UICN

 NT  : Quasi menacé
La Mouette blanche (Pagophila eburnea), Mouette ivoire ou Goéland sénateur, est la seule espèce de mouettes du genre Pagophila. D'après Alan P. Peterson, son genre est monotypique.

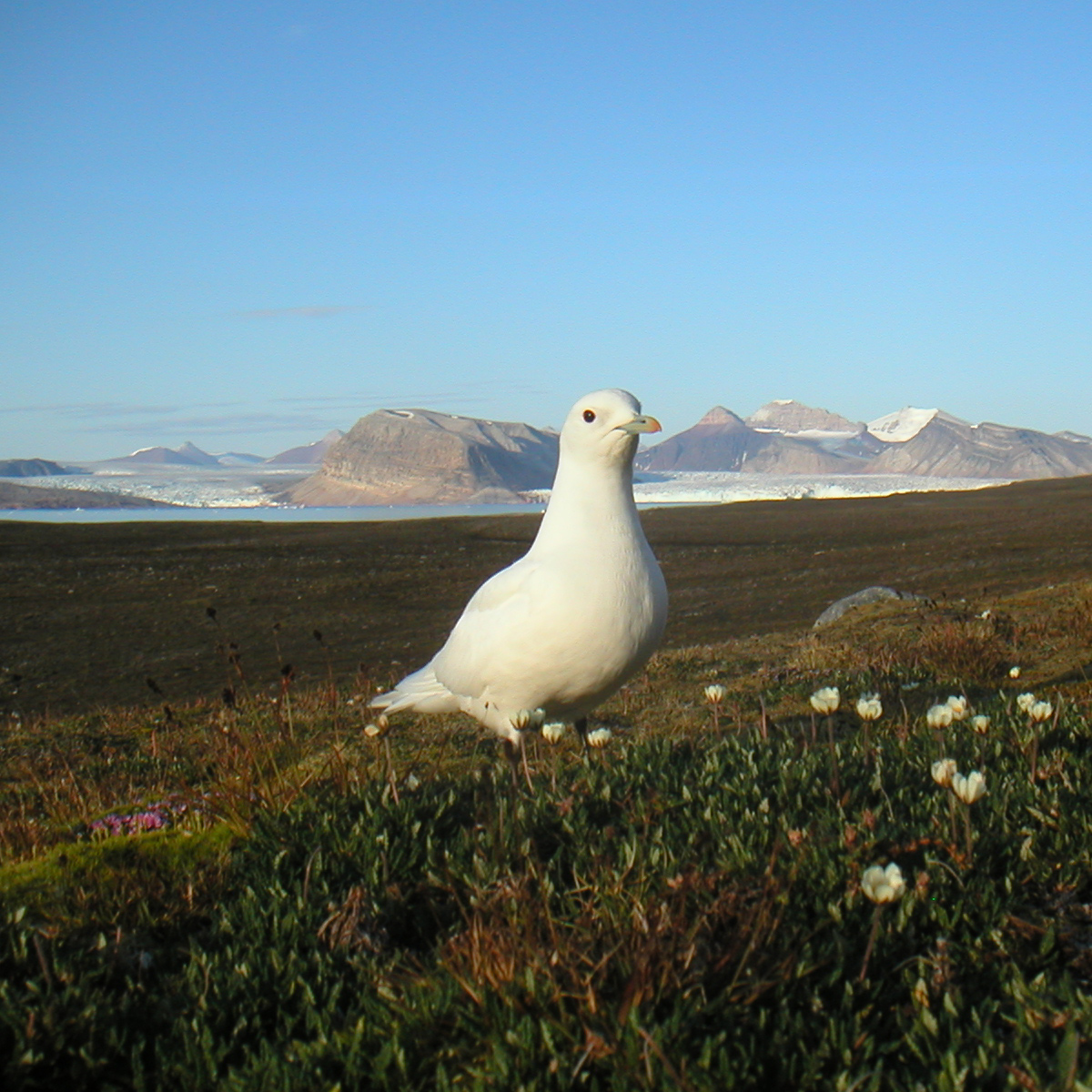
Mouette ivoire au Spitzberg
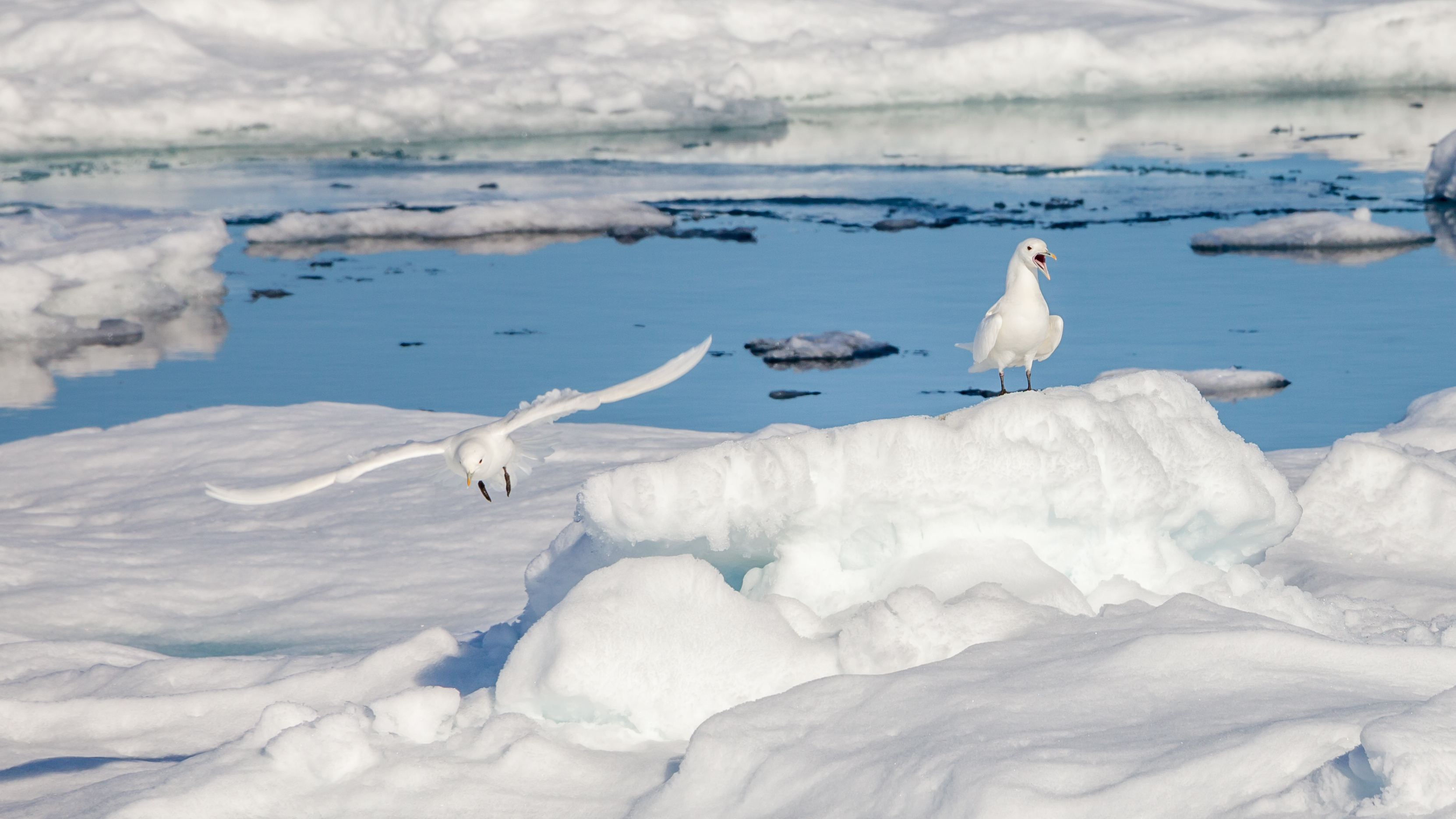
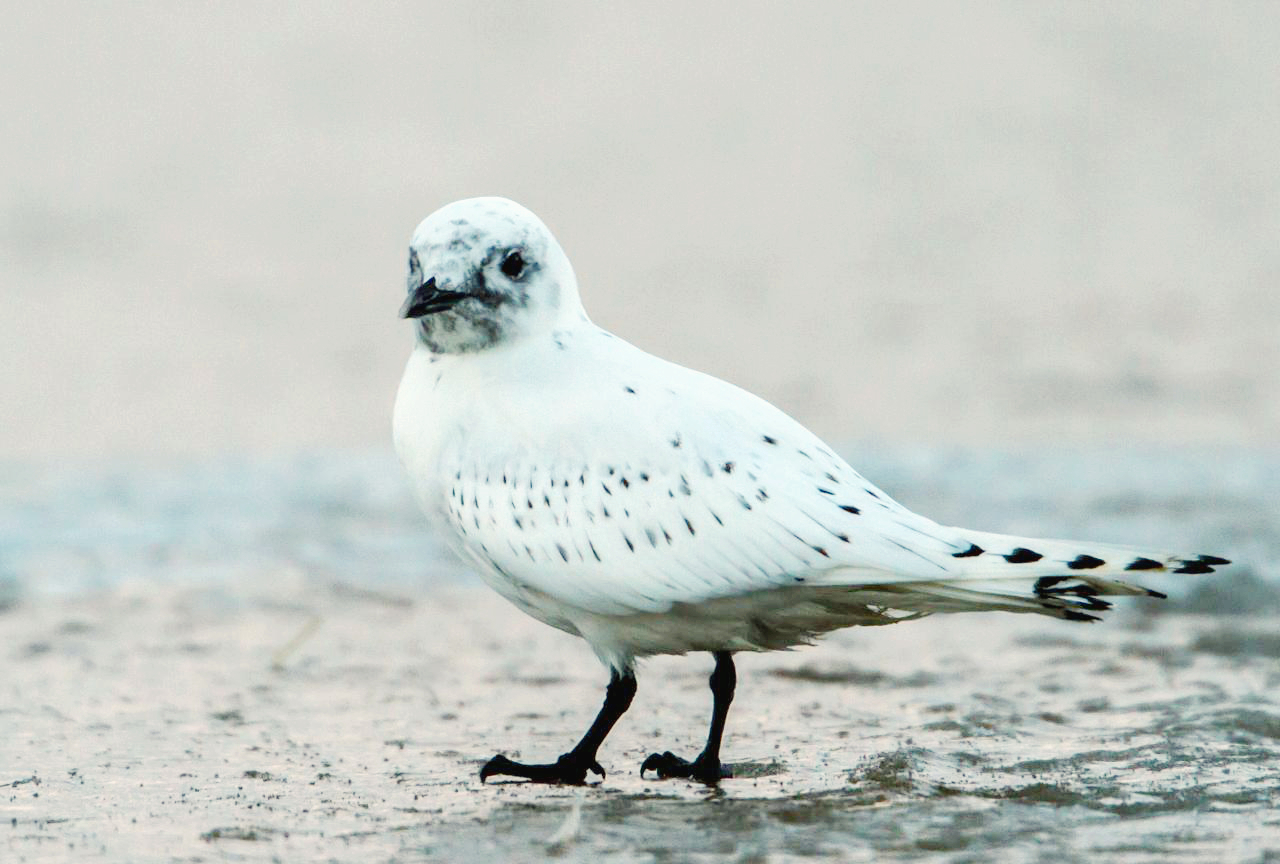
juvénile